# Нобели

## Важнейшие представители
Эммануэль Нобель-старший (швед. Immanuel Nobel den äldre; 1757–1839) — шведский врач. Его сын — Эммануэль Нобель-младший (англ. Immanuel Nobel; 24 марта 1801—3 сентября 1872), изобретатель подводных мин. Уроженец Упсалы, где получил высшее образование. Работал архитектором в Стокгольме. После банкротства, переехал в 1832 году в Великое княжество Финляндское. В 1842—1859 годах жил в Петербурге, где основал механический завод. Во время Крымской войны 1853—1856 годов поставлял в русскую армию вооружение и мины. В 1859 году объявил о банкротстве и уехал в Швецию.

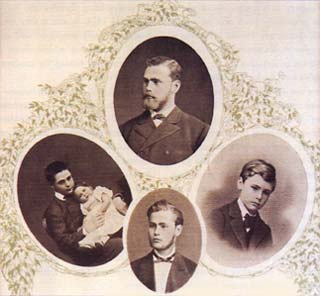
Братья Нобель, сверху по часовой стрелке: Роберт, Альфред, Людвиг и новорожденный Нобель, Эмиль Оскар. Санкт-Петербург, ок. 1843

- Роберт Эммануилович Нобель (1829—1896) родился в Швеции, вместе с матерью приехал в Санкт-Петербург. С 1850 года работал на заводе у отца. В 1859 году (или в 1861 году) уезжал в Финляндию, затем вернулся в Россию и много лет работал на предприятиях, которые основывал совместно с братьями.[источник не указан 2351 день]
- Альфред Бернхард Нобель (21.10.1833, Стокгольм, — 10.12.1896, Сан-Ремо, Италия), учредитель Нобелевских премий, сын Эммануэля Нобеля. В России познакомился с работами Н. Н. Зинина и В. Ф. Петрушевского по химической технологии нитроглицерина и его практическому использованию. В 1863 году им налажено производство, а в 1867 году получен в Великобритании патент на взрывчатые вещества, получившие общее название «динамиты».[источник не указан 2351 день] В 1867 году запатентовал в Великобритании первый гремучертутный капсюль-детонатор.[источник не указан 2351 день] Организатор и совладелец предприятий по производству динамита, которые объединялись в 2 треста и действовали почти во всех странах Западной Европы.[источник не указан 2351 день] Член Лондонского королевского общества и Шведской академии наук.
- Людвиг Нобель (1831—1888), предприниматель, конструктор станков, член Русского технического общества. Сын Эммануэля Нобеля. Предприятия, основанные отцом в Петербурге, превратил в крупный машиностроительный завод «Людвиг Нобель» (впоследствии завод «Русский дизель»).[источник не указан 2351 день] В 1876 основал вместе с братьями Робертом и Альфредом нефтепромышленное предприятие в Баку (с 1879 — Товарищество нефтяного производства братьев Нобель), которое стало крупнейшей нефтяной фирмой в России.[источник не указан 2351 день]
  - Нобель, Эммануил Людвигович (22.6.1859 — 31.5.1932), сын Людвига Нобеля, в 1888—1917 годах возглавлял Товарищество братьев Нобель, общество «Людвиг Нобель» и др. предприятия. Играл важную роль в предпринимательских организациях России. В начале 1918 году уехал в Швецию[1].
  - Нобель, Карл Людвигович (швед. Carl Nobel, 1862—1893).
  - Нобель, Людвиг Людвигович (1874—1935).
  - Марта Людвиговна Нобель-Олейникова (1881—1973) — врач, благотворительница.
  - Нобель, Рольф Людвигович (1882—1947).
  - Нобель, Эмиль Людвигович (1885—1951).
  - Нобель, Йост (Густав) Людвигович (1886—1955) — предприниматель, промышленник, общественный деятель, меценат.

## О Нобелях
- Барышников М. Н. Нобели в Российской империи : семья, бизнес, общественные инициативы. — СПб.: Победа, 2014. — 367 с. — ISBN 978-5-901805-86-2
- Документы жизни и деятельности семьи Нобель Архивная копия от 4 марта 2016 на Wayback Machine / Под. ред. проф. А. И. Мелуа. — Изд. с 2009 г.
- Дьяконова И. А. Нобелевская корпорация в России. — М.: Мысль, 1980. — 160 с. — 3500 экз. — ББК 63.3(2)5, ИБ № 1094
- Матвейчук А. А., Багиров Т. А. Нефтяные перекрёстки братьев Нобелей. — М.: Древлехранилище, 2014. — 439 с. — 1000 экз. — ISBN 978-5-93646-242-9
- Матвейчук А. А., Фукс И. Г. Технологическая сага: Товарищество нефтяного производства братьев Нобель на всероссийских и международных выставках. — М.: Древлехранилище, 2009. — 336 с. — 2000 экз. — ISBN 978-5-93646-150-7
- Осбринк Б. Империя Нобелей: история о знаменитых шведах, бакинской нефти и революции в России. — М.: Текст, 2003. — 288 с. — 3500 экз. — ISBN 5-7516-0365-6
- Сергеев А. Ф., Рябой В. И. Нобели: Между миром и войной. — СПб.: Полиграфическое предприятие № 3, 2011. — 352 с. — 200 экз. — ISBN 978-5-902078-59-3
- Тютюнник В. М. Альфред Нобель и Нобелевские премии. — Тамбов, 1988. — 93 с.
  -  — 2-е изд. — Тамбов, 1991. — 93 с.
- Чернов А. С. Нобели: взгляд из старого Тамбова. — Тамбов : Нобелистика, 2005. — 318 с. — 1000 экз. — ISBN 5-86-609-024-4
- Чумаков В. Ю. Нобели. Становление нефтяной промышленности в России. — М.: Бизнеском, 2011. — 256 стр. — 1000 экз. — (Библиотека Генерального директора, Великие российские предприниматели; том 1). — ISBN 978-91663-084-8